# Golpe de Estado na Bolívia em 1969
O Golpe de Estado na Bolívia em 1969 (Denominado Revolução de 26 de setembro) foi um golpe militar na Bolívia executado pelo comandante Alfredo Ovando Candía em 26 de setembro, no qual depôs o governo constitucional de Luis Adolfo Siles Salinas, ex-vice de René Barrientos que chegou a presidência em virtude da morte do titular. Ovando assumiu o poder em nome de um programa “nacionalista e revolucionário” formulado no Mandato Revolucionário das Forças Armadas. Este golpe fez parte de uma corrente de regimes militares de orientação nacionalista e reformista na América Latina, representada por Velasco Alvarado e Omar Torrijos.

## Antecedentes

### Golpe de 4 de novembro de 1964 e polarização militar
Em 4 de novembro de 1964, os generais René Barrientos Ortuño e Alfredo Ovando Candía depuseram Víctor Paz Estenssoro e formaram uma junta militar. Ovando foi peça-chave do golpe e aspirava a se tornar presidente, mas Barrientos emergiu como o novo governante devido à sua popularidade. Em maio de 1965, foi criada pela junta governante a copresidência Barrientos-Ovando, com o objetivo de conter o descontentamento e a divisão nas Forças Armadas. Em 1966, Barrientos renunciou à junta e concorreu às eleições com o civil Luis Siles Salinas, as quais venceu e formou um novo governo com Siles Salinas como vice-presidente.
Nesta época, duas correntes militares prevaleceram nas Forças Armadas: a linha conservadora, ligada à repressão da guerrilha de Ñancahuazú e representada por Barrientos, e a linha institucionalista, ligada aos ideais da Revolução de 1952 e representada por Ovando.

### Presidência de Siles Salinas
Em 27 de abril de 1969, o presidente Barrientos morreu em um controverso acidente de helicóptero. Seu vice-presidente, o civil Siles Salinas, tomou posse de acordo com a Constituição e recebeu a aprovação do Alto Comando. Ovando, por sua vez, estava ausente pois sua esposa estava fazendo uma cirurgia em uma clínica nos Estados Unidos. Quando foi informado sobre a morte de Barrientos, Ovando voltou a La Paz e se conformou com a posse de Siles Salinas. O governo civil de Siles Salinas nasceu sem alguma base política sólida e careceu de independência a respeito das Forças Armadas, o que limitou boa parte das ações do presidente.
Este período foi repleto de tensões entre o governo e o comandante Ovando Candía. Um novo foco guerrilheiro floresceu na Bolívia, a chamada guerrilha de Teoponte. Os guerrilheiros empreenderam vários ataques, situação que levaria o comandante Ovando a acusar Siles Salinas de dirigir um governo débil.
Foram prometidas eleições para 1970. Ovando se candidatou a estas eleições, apoiado por camponeses através do Pacto Militar Campesino e por militares próximos a ele. Também concorreu o popular prefeito de La Paz e também militar, Armando Escobar Uría.
Em 19 de setembro, o deputado Ambrosio García Rivera (FSB) fez uma denúncia no Parlamento boliviano. Segundo García, o general Ovando Candía havia recebido 600 mil dólares da empresa norte-americana Gulf Oil para financiar sua campanha presidencial. Em resposta à grave acusação, Ovando renunciou ao cargo de comandante para permitir uma investigação, reafirmando sua posição – sua renúncia não foi aceita pelo presidente. Logo depois, se despertaram protestos de camponeses em Oruro e Cochabamba exigindo a renúncia de Siles Salinas.
Diante da possibilidade de perder as eleições, Ovando optou por tomar o poder pela força. Antes desta ação, acredita-se que Ovando tenha estudado o regime militar peruano chefiado por Juan Velasco Alvarado, tendo admiração por seu modelo autoritário e nacionalista.

## Golpe
Em 26 de setembro, a junta das Forças Armadas deu o seu golpe militar. Os acontecimentos foram descritos como pacíficos. Houve a tomada do Palácio de Governo, da prefeitura de La Paz e de outras instituições governamentais. As Forças Armadas assumiram o poder mediante a proclamação de um documento denominado Mandato Revolucionário das Forças Armadas. Siles Salinas, que se encontrava em uma visita a Santa Cruz de la Sierra, foi forçado a ir pro exílio embarcando em um avião rumo a Arica, Chile. Os militares justificaram a tomada de poder como forma de “evitar o perigo da anarquia, da capitulação e da desordem”.
A junta revolucionária nomeou Alfredo Ovando Candía como Presidente da República e Juan José Torres como Comandante das Forças Armadas. Foi formado um gabinete cívico-militar que continha figuras de posições nacionalistas, progressistas e de direita. O gabinete de Ovando estava rodeado de intelectuais, entre eles Marcelo Quiroga Santa Cruz. As primeiras decisões de Ovando, agora Presidente do Governo Revolucionário, foram cancelar as eleições de 1970 e invalidar o estatuto do petróleo.
Não houve resistência ao golpe, que foi visto com indiferença pela população boliviana, que recebeu a notícia da tragédia de Viloco através da mídia. Também foi abraçado com cautela por organizações de esquerda como a Central Operária Boliviana (COB).

### Mandato Revolucionário de Ovando e Torres
Foi apresentado à nação boliviana o Mandato Revolucionário das Forças Armadas, base ideológica do novo governo. O manifesto foi escrito por Juan José Torres e assinado pelos oficiais Rogelio Miranda Baldivia, David Lafuente Soto e pelo almirante Alberto Albarracín. Se tratava de um programa “nacionalista e revolucionário”, o que significou a retomada dos ideais da Revolução Boliviana de 1952 e a evidente influência do regime peruano de Velasco Alvarado. Este documento falava de uma transformação das estruturas económicas, políticas e socioculturais da Bolívia. Também explica a construção de uma política externa independente e uma campanha para erradicar a ameaça guerrilheira.
As Forças Armadas sob a direção do Comandante Torres redigiram o Mandato Revolucionário N.º 2, um novo documento que encarregava o governo a missão de nacionalizar a petroleira norte-americana Gulf. Em 17 de outubro, o presidente Ovando por meio do Decreto Supremo 08956 emitiu a revogação de todas as concessões da Gulf Oil Company, operante na Bolívia desde 1956. O controle da empresa nacionalizada foi transferido para Yacimientos Petrolíferos Fiscales Bolivianos (YPFB). A nacionalização da Gulf foi idealizada pelo ministro de minas e petróleo Marcelo Quiroga Santa Cruz e apoiada pelo comandante Juan José Torres, que enviou tropas para ocupar as instalações. Este evento foi designado pelo regime Ovandista como o “Dia da Dignidade Nacional”.

## Consequências
A Constituição de 1967 foi suspendida após o golpe de 26 de setembro - sendo apenas restabelecida com a ascensão ao poder do governo de transição de David Padilla Arancibia em 1978. Durante os primeiros meses do regime ovandista, ocorreram três misteriosos assassinatos na Bolívia. O primeiro deles ocorreu em novembro de 1969, contra o dirigente barrientista Jorge Soliz Román, um opositor político de Ovando. Os outros dois ocorreram entre fevereiro e março de 1970, contra o jornalista Jaime Otero Calderón e o casal Alfredo e Martha Alexander.
Apesar de medidas populares como a nacionalização da Gulf, o governo de Ovando não conseguiu consolidar o apoio político tanto da esquerda como da direita. Isto levaria a um ambiente polarizado nas Forças Armadas, culminando com a deposição de Ovando durante uma crise de golpes militares em outubro de 1970. O general Juan José Torres, um ex-colaborador de Ovando, emergiu dessa crise como o novo Presidente da Bolívia e seu governo prosseguiu com as políticas nacionalistas e reformistas de Ovando.